# Delias fruhstorferi
Delias fruhstorferi is een vlindersoort uit de familie van de Pieridae (witjes), onderfamilie Pierinae.
Delias fruhstorferi werd in 1891 beschreven door Honrath.